# Omkristallisatie

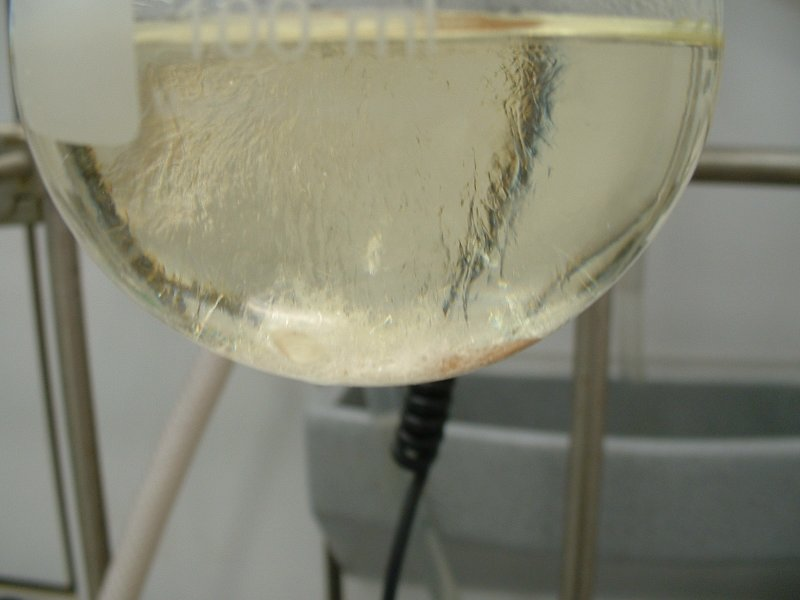
Omkristallisatie van benzofenon (start van de kristalnucleatie uit een oververzadigde oplossing).

Omkristallisatie of herkristallisatie is een vrij krachtige zuiveringstechniek die in de scheikundige (vooral organische) synthese en de analytische scheikunde veel toegepast wordt. De methode is gestoeld op het principe dat de te omkristalliseren stof bij lage temperatuur weinig oplosbaar is in een bepaalde oplosmiddel, maar veel beter oplosbaar bij hogere temperatuur. De keuze van het oplosmiddel is dus belangrijk en vergt doorgaans veel onderzoek.

## Methode
Om een onzuivere vaste stof te zuiveren met behulp van omkristallisatie lost men deze op in een oplosmiddel bij verhoogde temperatuur, zodat de oplosbaarheid groot is. Na een hete filtratie om niet-oplosbare onzuiverheden te verwijderen, laat men de verzadigde oplossing voorzichtig afkoelen zodat er een oververzadiging optreedt. Deze oververzadiging zal tot kristallisatie leiden en niet tot een neerslag. Dit proces moet voorzichtig gebeuren zodat relatief grote, zuivere kristallen ontstaan en niet een slurrie die insluitingen van oplosmiddel bevat en moeilijk te filtreren is. Dit proces kan geholpen worden door te enten met entmateriaal. Het entmateriaal bestaat meestal uit de zuivere gewenste stof.
Ten slotte filtreert men de ontstane kristallen af en wast ze met een beetje zeer koud oplosmiddel om de laatste resten oplossing te verwijderen. De rest van de oplossing, waarin de onzuiverheden zijn achtergebleven maar die ook nog steeds verzadigd is met de gewenste stof, wordt teruggewonnen (bijvoorbeeld door destillatie) of weggegooid. De bekomen zuivere stof wordt meestal nog verder ontdaan van oplosmiddelresten door middel van een draaiverdamper.

## Werking
Het eerste principe van de omkristallisatie is dat de oplosbaarheid van onzuiverheden in een vloeibare fase in de regel veel groter is dan in een vaste fase. Er moet steeds aan het oplosbaarheidsproduct voldaan zijn en daarom zullen er bij afkoelen van het mengsel kristallen gevormd worden. Een voorbeeld hiervan is zout water, zoals de zee. IJs dat zich op de zee vormt bevat vrijwel geen zout doordat de oplosbaarheid van zout in ijs veel kleiner is dan de oplosbaarheid van zout in water.
Het tweede principe van de omkristallisatie is dat onzuiverheden gewoonlijk in veel lagere gehaltes aanwezig zijn dan de verbinding die men wil zuiveren. Als ze bijvoorbeeld even goed oplossen als de te zuiveren stof is er heel weinig oplosmiddel nodig om alle onzuiverheden af te vangen.
De techniek werkt vooral goed als het verschil in oplosbaarheid tussen heet en koud groot is (anders verdwijnt er te veel materiaal in het afvalvat), en als de onzuiverheden chemisch niet te veel lijken op de te zuiveren stof, want dan kunnen ze soms alsnog in de kristallen ingebouwd zitten.

## Rekenvoorbeeld
Veronderstel dat 75 gram van stof A is verontreinigd met 15 gram van stof B. De oplosbaarheid van beide stoffen is bij 20°C 4 gram per 100 mL water en bij 100°C bedraagt de oplosbaarheid 50 gram per 100 mL water. Om de totale hoeveelheid A plus B in kokend water op te lossen is bijgevolg 
{\displaystyle 100\cdot \left({\frac {75}{50}}\right)=150\ {\text{mL}}}
nodig. De oplosbaarheid van stoffen is praktisch onafhankelijk van elkaar. In de 150 mL zou ook 75 gram B kunnen oplossen. Aangezien er maar 15 gram van aanwezig is, zal alle B dus oplossen.
Na afkoelen tot kamertemperatuur blijft van beide verbindingen 6 gram in oplossing. Het gevormde neerslag bestaat dus uit 69 gram A en 9 gram B. Door deze bewerking is het percentage A in het monster gestegen van 83,3% tot 88,5%. De opbrengst bedraagt 86,73%.
In de praktijk is het resultaat wat de stijging van de zuiverheid betreft meestal beter. Wel geldt altijd dat de gestegen zuiverheid ten koste gaat van de hoeveelheid stof. Om een hogere opbrengst te bekomen kan een tweede omkristallisatie uitgevoerd worden.

## Stoffen en hun omkristallisatiesolvent
Onderstaande tabel geeft een overzicht van een aantal stoffen met hun bijbehorend solvent waaruit ze kunnen omgekristalliseerd worden.
| Stof                | Omkristallisatiesolvent |
| ------------------- | ----------------------- |
| 4-aminofenol        | water                   |
| 1,4-benzochinon     | petroleumether          |
| benzoëzuur          | water                   |
| coumalinezuur       | methanol                |
| dibenzylideenaceton | ethylacetaat            |
| floroglucinol       | water                   |
| N-broomsuccinimide  | water                   |
| piceen              | p-cymeen                |
| sacharose           | water                   |
| trifenylfosfine     | 2-propanol              |

## Andere methoden
Een variant van omkristallisatie, zonesmelten, wordt veel toegepast als zuiveringstechniek voor silicium en andere halfgeleiders voor de fabricage van allerlei elektronische componenten.